# Nínox de Mindoro
El nínox de Mindoro (Ninox mindorensis) és una espècie d'ocell de la família dels estrígids (Strigidae). Habita la selva humida des l'illa de Mindoro, a les Filipines. El seu estat de conservació es considera vulnerable.

És una espècie recentment separada de Ninox philippensis, arran els treballs de Rasmussen et al. 2012.